# Дољани (Пезинок)
Дољани (слч. Doľany) су насељено мјесто са административним статусом сеоске општине (слч. obec) у округу Пезинок, у Братиславском крају, Словачка Република.

## Становништво
| Година:    | 1994. | 2004.   | 2014.   | 2024.   |
| ---------- | ----- | ------- | ------- | ------- |
| Број људи: | 1019  | 1022    | 1082    | 1070    |
| Разлика:   |       | +0,29 % | +5,87 % | -1,10 % |

| Година:    | 2023. | 2024.   |
| ---------- | ----- | ------- |
| Број људи: | 1077  | 1070    |
| Разлика:   |       | -0,64 % |

Према подацима о броју становника из 2011. године насеље је имало 1.045 становника.